# 沖縄神社

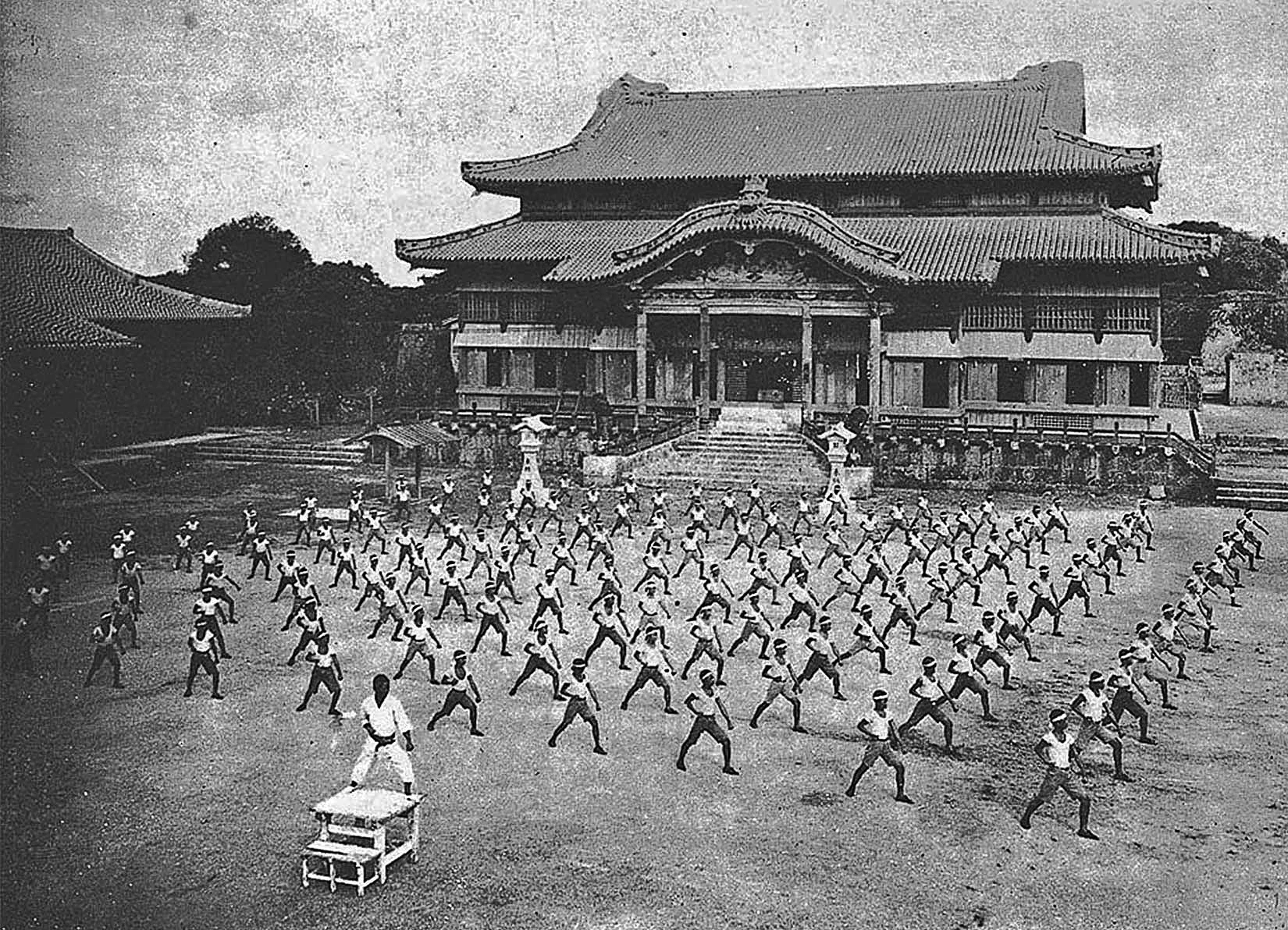
戦前の沖縄神社拝殿（首里城正殿） - 昭和13年（1938年）

沖縄神社（おきなわじんじゃ）は、沖縄県那覇市首里鳥堀町にある神社。現在は波上宮が管理している。

## 歴史

### 県社沖縄神社の創建
琉球処分で琉球王国を併合して、沖縄県を新設したが、大正期に入って、沖縄県民は近代社格制度に基づく「県社」の建立を希望した。その結果、大正12年(1923年)に創建が許可され、大正14年(1925年)に完成した。
首里城跡に沖縄神社が創建され、拝殿は首里城正殿を流用した。旧正殿裏側の「御内原」（うーちばる）のところに本殿が造営され、源為朝と歴代国王が祀られた（源為朝が琉球へ逃れ、その子が初代琉球王舜天になったという説がある）。

### 戦後の再建
第二次世界大戦では、米軍の砲撃を受け、山もろとも大破した。
戦後、跡地には琉球大学が置かれることになった。昭和35年（1960年）になって沖縄神社再建運動が起こり、琉球大学に土地の返還を求めたが拒否されたため、やむなく弁ヶ嶽の隣に再建された。昭和48年（1973年）に宗教法人格を取得した。